# Orlando Antonini
Pour les articles homonymes, voir Antonini.
Orlando Antonini (né le 15 octobre 1944) est un prélat italien de l'Église catholique qui travaille au service diplomatique du Saint-Siège de 1980 à 2015, en tant qu'archevêque et nonce apostolique de 1999 à 2015.

## Biographie
Orlando Antonini est né le 15 octobre 1944 à Villa Sant'Angelo, province de L'Aquila, Italie. Il est ordonné prêtre le 29 juin 1968.

## Carrière diplomatique
Le 25 mars 1980, il entre au service diplomatique du Saint-Siège. Ses premières missions le conduisent au Bangladesh (en), à Madagascar (en), en Syrie (en), au Chili (en), aux Pays-Bas (en) et en France. Il travaille également à Rome à la Secrétairerie d'État].
Le 24 juillet 1999, le pape Jean-Paul II le nomme archevêque titulaire de Formiae (de) et nonce apostolique en Zambie et au Malawi (en). Il reçoit sa consécration épiscopale des mains du cardinal Angelo Sodano le 11 septembre 1999.
Le pape Benoît XVI le nomme nonce apostolique le 16 novembre 2005 au Paraguay (en) et le 8 août 2009 nonce apostolique en Serbie